# Yang Jiayu
Yang Jiayu (Chinees: 杨家玉) (Wuhai, 18 februari 1996) is een Chinese snelwandelaarster. Zij werd eenmaal wereld- en eenmaal olympisch kampioene in haar specialiteit. 

## Loopbaan
In 2017 nam Jiayu deel aan de wereldkampioenschappen in Londen, waar ze de gouden medaille behaalde op de 20 km snelwandelen in een tijd van 1:26.18. Op de WK van 2019 in Doha kreeg ze een wildcard om haar titel te verdedigen, maar werd ze tijdens de race gediskwalificeerd. In 2021 zette Jiayu een wereldrecord neer op de 20 km snelwandelen tijdens de Chinese kampioenschappen snelwandelen.
Op de Olympische Spelen van 2024 in Parijs won Jiayu een gouden medaille op de 20 km snelwandelen.

## Titels
- Olympisch kampioene 20 km snelwandelen - 2024
- Wereldkampioene 20 kn snelwandelen - 2017
- Aziatisch kampioene 20 km snelwandelen - 2018, 2022
- Chinees kampioene 20 km snelwandelen - 2017

## Persoonlijke records
baan
| Onderdeel             | Prestatie | Datum            | Plaats |
| --------------------- | --------- | ---------------- | ------ |
| 5000 m                | 23.07,85  | 18 januari 2013  | Sydney |
| 5000 m snelwandelen   | 22.22,47  | 27 augustus 2014 | Peking |
| 10.000 m snelwandelen | 45.59,81  | 29 augustus 2014 | Peking |

weg
| Onderdeel          | Prestatie    | Datum            | Plaats    |
| ------------------ | ------------ | ---------------- | --------- |
| 10 km snelwandelen | 41.25        | 15 december 2020 | Wuzhong   |
| 15 km snelwandelen | 1:03.21      | 20 december 2020 | Suqian    |
| 20 km snelwandelen | 1:23.49 (WR) | 20 maart 2021    | Huangshan |

2000: Wang Liping ·
2004: Athanasía Tsoumeléka ·
2008: Olga Kaniskina ·
2012: Qieyang Shenjie ·
2016: Liu Hong ·
2020: Antonella Palmisano ·
2024: Yang Jiayu